# Malik Louahla
Malik Khaled Ahmed Louahla (en arabe : مالك خالد أحمد الواحلة), né le 19 décembre 1977 en Algérie, est un athlète algérien spécialiste dans le 200 m et 400 m.

## Biographie
Dans les manches du 400 m aux Championnats du monde 2001, Louahla a réalisé un record en carrière de 45,13 secondes. Le lendemain, il a couru un temps de 45,14 secondes, mais a été éliminé de la compétition en demi-finale. Son record personnel sur 200 m est de 20,62 secondes, réalisé en août 2004 à Alger.

## Palmarès
| Date | Compétition                                 | Lieu     | Résultat | Épreuve | Temps   |
| ---- | ------------------------------------------- | -------- | -------- | ------- | ------- |
| 1996 | Championnats du monde juniors               | Sydney   | 33e      | 100 m   | 10.82   |
| 1996 | Championnats du monde juniors               | Sydney   | 30e      | 200 m   | 22.06   |
| 1997 | Jeux méditerranéens                         | Bari     | 1er      | 4x400 m | 3:02.78 |
| 1997 | Championnats du monde                       | Athènes  | 51e      | 200 m   | 21.31   |
| 1997 | Championnats du monde                       | Athènes  | 13e      | 4x400 m | 3:05.22 |
| 1999 | Championnats du monde d'athlétisme en salle | Maebashi | 21e      | 200 m   | 21.24   |
| 1999 | Jeux mondiaux militaires                    | Zagreb   | 1er      | 200 m   | 20.96   |
| 1999 | Championnats du monde                       | Séville  | 51e      | 200 m   | 21.21   |
| 2000 | Championnats d'Afrique                      | Alger    | 2e       | 400 m   | 45.78   |
| 2000 | Championnats d'Afrique                      | Alger    | 1er      | 4x400 m | 3:05.45 |
| 2000 | Jeux olympiques                             | Sydney   | 35e      | 400 m   | 46.06   |
| 2000 | Jeux olympiques                             | Sydney   | -        | 4x400 m | DQ      |
| 2001 | Jeux méditerranéens                         | Radès    | 1er      | 400 m   | 45.56   |
| 2001 | Jeux méditerranéens                         | Radès    | 2e       | 4x400 m | 3:07.50 |
| 2001 | Championnats du monde                       | Edmonton | 9e       | 400 m   | 45.14   |
| 2003 | Championnats du monde                       | Paris    | 37e      | 400 m   | 46.22   |
| 2004 | Jeux olympiques                             | Athènes  | 27e      | 200 m   | 20.93   |
| 2004 | Jeux panarabes                              | Alger    | 2e       | 200 m   | 20.84   |
| 2005 | Jeux méditerranéens                         | Almería  | 5e       | 200 m   | 21.15   |
| 2006 | Championnats d'Afrique                      | Bambous  | 4e       | 400 m   | 45.69   |
| 2007 | Jeux africains                              | Alger    | 4e       | 4x400 m | 3:05.32 |